# Dème de Kateríni
Le dème de Kateríni, en grec moderne : Δήμος Κατερίνης / Dímos Katerínis, est un dème du district régional de Piérie, en Macédoine-Centrale, Grèce. Le dème actuel résulte de la fusion, en 2010, des dèmes d'Elafína, de Kateríni, de Korinós, de Paralía, de Pétra et de Piérii.

Selon le recensement de 2011, la population du dème compte 85 851 habitants.